# XIP
XIP (zkratka anglického eXecute In Place, doslova zpracování na místě) je označení technologie z oboru počítačů, která umožňuje provádění strojového kódu přímo z jeho uložení ve vnější paměti bez jeho kopírování do operační paměti. XIP vyžaduje hardwarovou i softwarovou podporu:
- centrální procesorová jednotka musí mít pro přístup k vnější paměti dostupné podobné rozhraní jako pro přístup do operační paměti
- vnější paměť musí nabízet rychlý přímý přístup
- je-li používán souborový systém, musí i on podporovat přímý přístup procesoru
- program musí být pozičně nezávislý, nebo musí jeho linker počítat se způsobem, jakým adresuje procesor do vnější paměti

Typické je využití XIPu na malých vestavěných systémech, která jako vnější paměť používají relativně rychlou flash paměť a pro které je ušetření nedostatkové RAM pomocí XIPu provozně významné.